# 雅昌文化集团
雅昌文化集团是中華人民共和國一家文化企業，始建於1993年，創始人是萬捷。雅昌原本是一家印刷企業，後來以印刷、數字出版、藝術網站（雅昌藝術網，成立於2000年，是一個藝術資訊網站）和授權衍生為主業。其在深圳設有雅昌藝術館（2006年開館）。

## 外部連結
- 官方网站
- 雅昌藝術網 （页面存档备份，存于）